# HD 176986
HD 176986 — звезда в созвездии Орла. Находится на расстоянии приблизительно 86 световых лет от Солнца. Вокруг звезды обращаются, как минимум, две планеты.

## Характеристики
HD 176986 — звезда 8,45 видимой звёздной величины; это оранжевый карлик главной последовательности с массой и радиусом, равными 78% и 78% солнечных соответственно. Светимость звезды составляет 33% солнечной. Температура поверхности звезды составляет около 4931 кельвинов. Возраст HD 176986 оценивается приблизительно в 4,3 миллиардов лет.

## Планетная система
В 2017 году группой астрономов, работающих в рамках программы RoPES (Rocky Planets in Equatorial Stars), было объявлено об открытии двух планет в системе. Наблюдения за звездой проводились в течение 13,2 лет с помощью спектрографов HARPS и HARPS-N. Планета HD 176986 b представляет собой горячую суперземлю массой в 5,74 масс Земли, вращающуюся на расстоянии 0,06 а.е. от родительской звезды. Вторая планета, HD 176986 c, относится к классу горячих газовых гигантов и имеет массу, равную 9,18 масс Земли. Её орбита лежит на расстоянии 0,11 а.е. от звезды. Температурный режим обеих планет горячее режима Меркурия.